# اندری تروسوف
اندری تروسوف (انگلیسی: Andrii Trusov؛ زادهٔ ۷ آوریل ۲۰۰۰) ورزشکار ورزش شنا اهل اوکراین است.
وی در مسابقات کشوری و بین‌المللی در مجموع برندهٔ ۵ مدال طلا، ۶ مدال نقره، ۵ مدال برنز شده‌است.